# Маги (деревня)
Маги — опустевшая деревня в Унинском районе Кировской области.

## География
Располагается на расстоянии примерно 14 км по прямой на юго-запад от райцентра поселка Уни.

## История
Была известна с 1873 года как починок над речкой Яранью (Магинская), где отмечено дворов 14 и жителей 132, в 1905 (деревня Магинское над речкой Еранью) — 26 и 228, в 1926 (деревня Маги) 30 и 186 (удмурты 182), в 1950 — 33 и 127. До 2021 года входила в состав Малополомского сельского поселения до его упразднения.

## Население
Постоянное население не было учтено как в 2002 году, так и в 2010.